# Syzygium velutinum
Syzygium velutinum är en myrtenväxtart som beskrevs av Aaron Paul Davis. Syzygium velutinum ingår i släktet Syzygium och familjen myrtenväxter. Inga underarter finns listade i Catalogue of Life.